# أمین میرزازاده
أمين ميرزازاده (فارسية: امین میرزازاده، من مواليد 8 يناير 1998) لاعب مصارعة يونانية رومانية إيراني فاز بالميدالية الذهبية في حدث 130  كجم في بطولة العالم للمصارعة 2023 التي أقيمت في بلغراد، صربيا. فاز ميرزازاده بإحدى الميداليات البرونزية في حدث 130 كجم في دورة الألعاب الأولمبية الصيفية 2024 في باريس، فرنسا. مثّل إيران في دورة الألعاب الأولمبية الصيفية 2020 في طوكيو، اليابان.
فاز بالميدالية الذهبية في مسابقة وزن 130 كجم في كل من بطولة آسيا للمصارعة 2020 التي أُقيمت في نيودلهي، الهند وبطولة العالم للمصارعة تحت 23 عامًا 2021 التي أُقيمت في بلغراد، صربيا.